# 亚非语系
亚非语系，又称非亞語系，全稱亚细亚-阿非羅语系，旧称閃米特－含米特語系（省稱閃含語系），是现今世界的主要语系之一，包含300种语言，主要分布在亚洲西部的阿拉伯半岛、北非和非洲之角。全球有5亿人母语为亚非语系语言，使之成为世界上母语人口第4多的语系，位在印欧语系、汉藏语系和尼日尔-刚果语系之后。大多数语言学家将亚非语系分为六个不同的语族：柏柏尔语族、乍得语族、闪米特语族、库希特语族、奥摩语族和已灭绝的埃及语族。亚非语系中的绝大多数语言都被认为起源于非洲大陆，只有闪语族起源于西亚。
亚非语系中使用人数最多的语言是现代标准阿拉伯语，而如果包括所有阿拉伯语变体的母语人口在内，亚非语系的“阿拉伯语”共有3.1亿人作为母语，广泛分布在西亚、北非和东非地区。其他广泛使用的亚非语系语言还包括豪萨语、奥罗莫语、阿姆哈拉语、索马里语、希伯来语、提格里尼亚语、卡拜尔语、亚拉姆语和中阿特拉斯柏柏尔语。除上述的现存主要语言之外，许多具有极大历史价值的已灭绝语言也属于亚非语系，如埃及语、阿卡德语、圣经希伯来语和古亚拉姆语等。
历史语言学界尚未就亚非语系共同祖语——即原始亚非语——最初的使用时间和地点达成共识。不过，大多数学者认为亚非语系的发源地在非洲东北部，具体的推测包括非洲之角、埃及和撒哈拉东部。也有一部分学者主张其起源于黎凡特。即便是最晚的合理推断，原始亚非语的使用年代也足以使亚非语系成为当代语言学界普遍认可的最古老的语系。对于原始亚非语的起源时间，不同的重建方案差异较大，从公元前18000年到公元前8000年不等。
亚非语系的比较研究面临一个主要障碍：各分支在文字记录上的巨大差异。闪米特语和埃及语早在公元前四千纪就已有文字记载，而柏柏尔语、库希特语和奥摩特语则往往直到19世纪或20世纪才开始有系统记录。尽管尚未建立起系统的音变规律来解释这些分支之间的关系，但亚非语系的语言之间确实存在不少共同特征。其中最关键的，是一套相似的代词体系，这是判断某语言是否属于该语系的一个重要标准。其他广泛共享的特征包括：一个带前缀m-的名词构词方式（将动词派生为名词）；动词形式中元音a与高元音之间的交替现象；性别和复数的标记方式相近；以及音系层面的某些细节，比如咽擦音的存在。此外，一些特征虽然并非在所有分支中都有，但也出现在多个分支中，例如：通过词尾变化进行的特殊动词变位（见于埃及语、闪米特语和柏柏尔语）；通过词头变化进行的动词变位（见于闪米特语、柏柏尔语和库希特语）；以前缀t-、s-、m-分别表示中动、使动和被动语态（见于闪米特语、柏柏尔语、埃及语和库希特语）；以及用词尾派生形容词的方式（见于埃及语和闪米特语）。

## 名称
在当今学术界，这一语系最常见的名称是“亚非语系”（或），其次是“含闪语系”（Hamito-Semitic）或“闪含语系”（Semito-Hamitic）。其他曾被提出但尚未广泛接受的名称还包括“红海语系”（Erythraic/Erythraean）、“利斯拉姆语系”（Lisramic）、“挪亚语系”（Noahitic）和“拉麦语系”（Lamekhite）。
弗里德里希·米勒在其1876年的著作《语言学纲要》中首次提出“含米特-闪米特语系”这一名称，用以指称该语系。该名称的变体“闪米特-含米特语系”主要见于较早的俄语文献中。这个名称中的两个部分来源于《创世纪》中“诺亚众子”提到的挪亚的两个儿子：“闪米特”取自长子闪，“含米特”则取自次子含（见《创世纪》5:32）。在“诺亚众子”中，诺亚的三个儿子被描绘为若干族群的共同祖先，其中闪被视为犹太人、亚述人和亚兰人的祖先，而含则是埃及人和古实人的祖先。不过，这种族谱式的分类并不反映这些民族语言的实际来源。例如，“诺亚众子”中将迦南人列为含的后代，而希伯来语如今被归为迦南语团；而埃兰人则被归入闪的后裔，但他们所使用的语言与希伯来语毫无亲缘关系。“闪米特”一词最早由奥古斯特·路德维希·冯·施勒策于1781年提出，其灵感来源于莱布尼茨1710年的早期建议。“含米特”一词则由欧内斯特·勒南于1855年首次使用，用来指代那些在形式上与闪米特语言相似，但无法确证其属于该语系的语言。将非洲人与圣经中的含联系起来的观念，至少可以追溯到公元6世纪的圣依西多禄，因此在19世纪早期，一些学者曾笼统地谈及“含语”或“含米特语”。
“闪含语系”这一术语在英语学界中已基本被弃用，但在其他语言的学术文献（例如德语学界）中仍然常见。由于这一名称存在多个问题，许多学者已选择摒弃它，并对继续使用提出批评。其中一个常见的反对理由是，“含米特”这一部分误导性地暗示了该语系中存在一个与闪米特语并列的、起源统一的“含米特语族”，而实际上并无此类单一分支。此外，约瑟夫·格林伯格指出，“含米特”一词带有种族主义色彩，而“闪含语系”这一说法也夸大了闪米特语在整个语系中的核心地位。与此相对，维克托·波尔霍莫夫斯基认为，这个名称只是延续自传统惯例，并不比“印欧语系”暗示“印度语”与“欧洲语”的对立来得更强烈。由于这个术语曾被多位重要学者采用，也出现在许多具有影响力的学术著作标题中，因此完全取代“闪含语系”一词仍然存在一定困难。
虽然“亚非语系”这一名称是在1960年由约瑟夫·格林伯格推广开来的，但最早提出这一术语的可能是莫里斯·德拉福斯，他在1914年以法语形式首次使用。这个名称的含义在于，它是唯一一个在非洲和亚洲两地都拥有大量使用者的重要语系。不过，由于“亚非语系”这个名称可能令人误以为其涵盖所有在非洲和亚洲使用的语言，语言学家伊戈尔·季亚科诺夫于1980年提出了“非亚语系”（Афразийские）这一替代说法。该名称如今主要在俄罗斯学界中使用。
“利斯拉姆语系”和“红海语系”也是曾被提出的替代名称。其中，“利斯拉姆”一词来自亚非语系的词根lis-，意为“舌头”或“语言”，以及埃及语rmṯ，意为“人”；而“红海语系”则是指该语系的核心分布区——红海周边地区。这两个名称虽有一定的语言学或地理依据，但尚未获得广泛认可。

## 特征
亚非语系的语言主要的共同特征是：
- 是屈折语
- 辅音除了分清辅音和浊辅音，还分是否咽化。咽化音是在口腔后部和喉腔形成的
- 动词有人称前缀
- 有格和性的区别，但比印欧语系简单
- 词根基本由辅音组成

## 分布与分支

一副显示了亚非语系六大公认分支的图表，其中还列举了每个分支中一些较大或有重要文化影响的语言。

学界普遍认为，亚非语系包含五到八个分支。其中有五个是公认的分支：柏柏尔语族（也称“利比亚-柏柏尔语族”）、乍得语族、库希特语族、埃及语族和闪米特语族。大多数学者还认为奥摩语族可以作为第六个分支。由于这些分支之间的关系被认为相隔较远，许多语言学家倾向于将亚非语系称为一个“语门”，而非联系更紧密的“语系”。
M·维多利亚·阿尔曼萨-维拉托罗和西尔维娅·施图布诺娃·尼格雷利指出，亚非语系大约包含400种语言；《民族语》则列出了375种。不过，不少学者估计的数量更少。具体数字因对“语言”和“方言”的划分标准不同而有所差异。

### 柏柏尔语族
柏柏尔语族（或称“利比亚-柏柏尔语族”）目前大约有1600万使用者。它们常被视为一种语言的多个方言，但也有学者主张，柏柏尔语实际上应被视为一个包含约十二种语言的语族，它们之间的差异相当于罗曼语族或日耳曼语族内部的语言差异。历史上，柏柏尔语曾广泛分布于整个北非地区（埃及除外）；然而自公元7世纪起，随着阿拉伯语的传播和影响，它在许多地区逐渐被阿拉伯语取代。
有两种已灭绝的语言可能与现代柏柏尔语有关。其一是努米底亚语，它通过使用利比亚-柏柏尔字母写成的千余条短铭文得以留存，这些铭文分布于整个北非，时间可追溯至公元前2世纪及以后。其二是关切语，这是一种曾在加那利群岛上使用的语言，于17世纪灭绝。现代柏柏尔语的较长书面材料出现得较晚，最早也要到16或17世纪才有记录。

### 乍得语族
乍得语族包含150到190种语言，是亚非语系中现存语言数量最多的分支。乍得语族通常被划分为三个主要分支：东乍得语支、中乍得语支和西乍得语支。除豪萨语外，大多数乍得语分布在乍得盆地。豪萨语是乍得语中母语使用者最多的语言，同时也是尼日利亚北部广泛使用的通用语，第一和第二语言使用者总数可能高达8000万至1亿。除豪萨语外，另有八种乍得语的使用者约为10万人左右；而其他许多乍得语使用人数极少，面临消亡风险。到目前为止，只有大约40种乍得语言得到了语言学界的系统描述。

### 库希特语族
库希特语族大约包含30种语言，如果将奥摩语也纳入其中，则数量更多。这些语言主要分布在非洲之角，以及苏丹和坦桑尼亚。传统上，库希特语族被划分为四个分支：单独成支的贝扎语（约有300万使用者）、中库希特语支、东库希特语支和南库希特语支。在所有库希特语中，只有奥罗莫语的使用者超过2500万；其他使用者超过百万的语言包括索马里语、阿法尔语、哈迪亚语和锡达马语。许多库希特语的使用人数则相对较少。库希特语似乎与该地区已知的古代书面语言（如麦罗埃语和古努比亚语）没有直接的亲缘关系。最早的库希特语文本可能出现在1770年前后，而该语族中只有少数几种语言在20世纪初才建立起了书写系统。

### 埃及语族

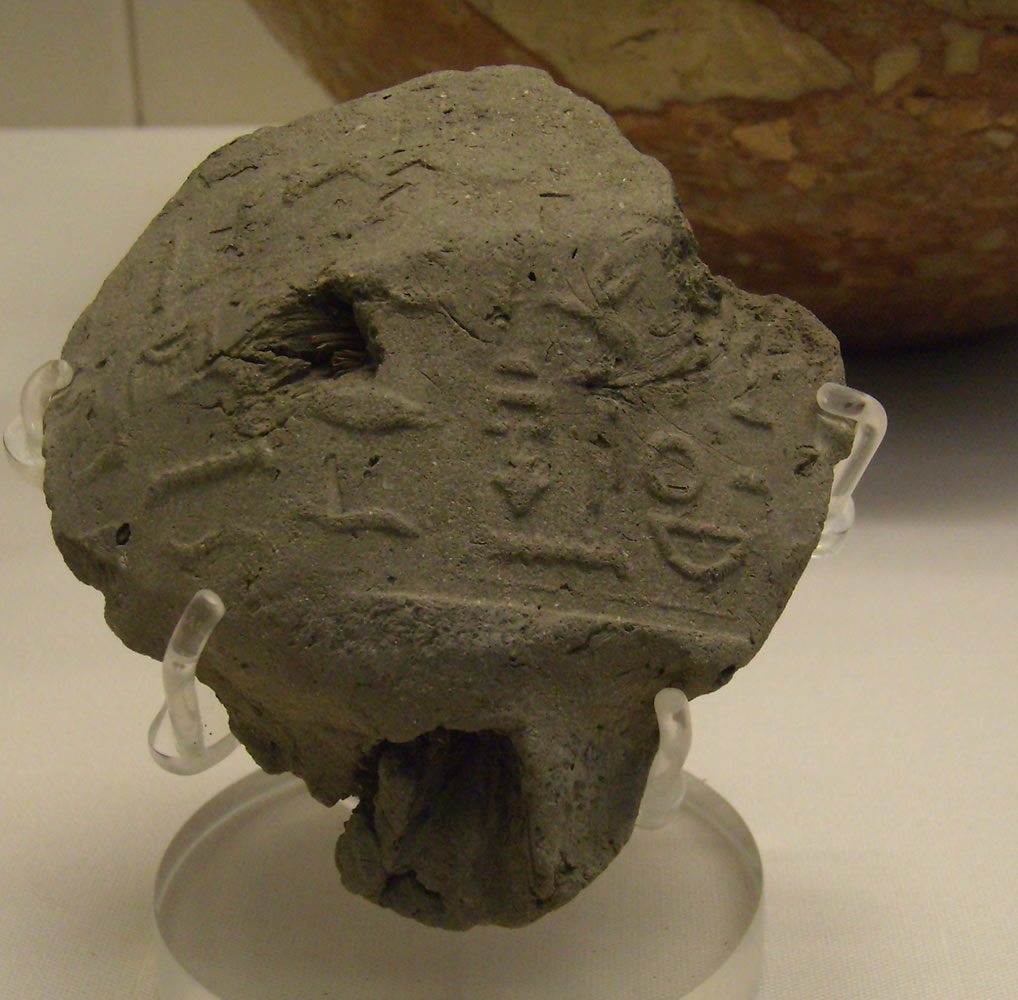
伯里布森王陵墓中的印章印记（约公元前2690年），刻有古埃及语中已知的第一句完整句子。

埃及语族仅包括一种语言，即埃及语（通常被称为“古埃及语”），历史上使用于尼罗河下游流域。埃及语的文字记载始于公元前3000年左右，最终在公元1300年左右灭绝，使其成为世界上拥有最长书写历史的语言。埃及语通常被划分为两个主要时期：早期埃及语（约公元前3000年至前1300年），包括古埃及语和中古埃及语；晚期埃及语（公元前1300年至公元1300年），包括晚古埃及语、世俗体和科普特语。科普特语是唯一用字母书写并标注元音的阶段，而此前的埃及语使用的是仅表示辅音的圣书体。在科普特语时期，有证据表明存在六种主要方言，推测这些方言在更早时期就已存在，只是由于科普特以前的文字系统无法展现它们。另有迹象显示，中古埃及语所依据的方言与古埃及语不同，而古埃及语又在某些特征上更接近晚期埃及语。尽管埃及语在口语中已被阿拉伯语取代，但科普特语至今仍作为科普特正教会的礼仪语言而保留使用。

### 奥摩语族
奥摩语族大约包含30种语言，其中大部分至今仍未被语言学界系统描述。除冈扎语在苏丹使用外，所有奥摩语均使用于埃塞俄比亚西南部。奥摩语族通常分为北奥摩语支（或称达莫语支）和南奥摩语支（或称阿罗语支），其中南部分支受尼罗特语影响较大。迪佐语群属于北还是南奥摩语，目前尚无定论。奥摩特语中使用者最多的两种语言是沃莱塔语和加茂-戈法-达乌罗语，每种语言的使用人数约为120万。
多数语言学者认为奥摩语应构成亚非语系的第六个分支。它过去曾被归入库希特语族，至今仍有部分学者坚持这一观点。然而，也有学者质疑奥摩语是否属于亚非语系，理由是它缺乏亚非语系形态学上的若干典型特征。

### 闪米特语族
闪米特语族包含约40到80种语言。如今，闪米特语分布于北非、西亚、非洲之角，以及马耳他岛，是亚非语系中唯一一个有成员起源于非洲以外的分支。在所有亚非语中，阿拉伯语的母语使用者数量最多，约有3亿人，广泛分布于亚洲和非洲两大洲；而埃塞俄比亚的阿姆哈拉语则有约2500万使用者。就现今使用人数而言，闪米特语族是亚非语系中规模最大的分支。
多数研究者将闪米特语族划分为两个分支：东闪米特语支，包括已灭绝的阿卡德语；以及西闪米特语支，包括阿拉伯语、亚兰语、迦南诸语（如希伯来语），以及埃塞俄比亚的闪米特语，如吉兹语和阿姆哈拉语。西闪米特语内部的分类仍存在争议。在这些语言中，只有埃塞俄比亚闪米特语被认为起源于非洲。闪米特语最早的书面记录可追溯至公元前3000年左右，出土地包括美索不达米亚、叙利亚北部和埃及。

### 其他拟议分支
此外，还有一些拟议的分支，至今也未能得到大多数学者认可：
- 语言学家H·弗莱明曾提出，濒临灭绝的翁果塔语是亚非语系的一个独立分支；[69]不过，这一说法只是多种相互竞争的理论之一。[10][63]目前大约一半的学术假说认为翁果塔语与亚非语系存在某种关联。[70]

- 罗伯特·赫茨隆（英语：Robert Hetzron）曾主张，贝扎语（英语：Beja language）不属于库希特语族，而是亚非语系的一个独立分支。[71]然而主流观点仍认为贝扎语应归入库希特语族。[72]

- 有学者提出，已灭绝的麦罗埃语（英语：Meroitic language）可能是亚非语系的一个分支。[73]尽管该说法有时被认为已被驳回，但如爱德华·利平斯基（英语：Edward Lipiński (orientalist)）等学者仍为其辩护。[74]

- 屈雅尔热语（英语：Kujargé language）通常被归为乍得语支的一部分，[75]但罗杰·布兰奇（英语：Roger Blench）则提出，它可能是亚非语系的一个独立分支。[76][77]

### 细化分类
| Fleming 1983                                                                                              | Ehret 1995                                                               | Bender 1997                                                           | Diakonoff 1988                                                                           | Militarev 2005                                                                                      |
| --- | ------------------------------------------------------------------------ | --------------------------------------------------------------------- | ---------------------------------------------------------------------------------------- | --------------------------------------------------------------------------------------------------- |
| - - 奥摩 - 亚非 - 闪米特 - 古东非库希特的合称 - 红海 - 库希特 - 贝扎 - 埃及 - 柏柏尔-乍得 - 柏柏尔 - 乍得 | - - 奥摩 - 红海 - 库希特 - 北红海 - 乍得 - 北非 - 埃及 - 柏柏尔 - 闪米特 | - - 奥摩 - 乍得 - 中亚非 - 埃及 - 大库希特 - 柏柏尔 - 库希特 - 闪米特 | - - 东西亚非 - 闪米特 - 库希特 - 柏柏尔（柏柏尔-利比亚） - 南北亚非 - 埃及 - 乍得 - 奥摩 | - - 库希特-奥摩 - 库希特 - 奥摩 - 北亚非 - 闪米特 - 非洲北亚非 - 埃及 - 乍得-柏柏尔 - 乍得 - 柏柏尔 |

关于亚非语系内部各分支之间的关系及其分类，目前尚无统一意见。马塞尔·科昂在1947年曾表示，他未发现任何支持内部进一步分组的证据。然而，也有许多学者提出过不同的分类方案。到2012年为止，卡斯滕·波伊斯特统计的此类假说已多达27种。
截至2019年，关于亚非语系内部关系的研究中出现了一些共同趋势。许多分类方案根据某些语法特征的存在或缺失，认为奥摩语是最早从亚非语系中分化出去的分支，通常接下来是乍得语。然而，关于乍得语的位置，学界存在明显分歧。与主张乍得语早期分化的观点相对，俄罗斯学派的学者往往认为乍得语与埃及语关系密切；而依赖词汇共享比例的学者则常将乍得语与柏柏尔语归为一类。哈罗德·弗莱明（1983年）、克里斯托弗·埃雷特（1995年）和莱昂内尔·本德尔（1997年）三位学者虽然在很多方面意见不一，但都同意奥摩语是最早分化出的分支。相比之下，依据词汇共享的研究则常得出库希特语与奥摩语构成一个共同分支的结论。此外，那些支持亚非语系起源于亚洲的少数学者，通常认为闪米特语是最早分化出来的分支之一。由于学者们对哪些语言特征是原始亚非语继承下来的，哪些是后期创新的存在根本分歧，不同学者所绘制的谱系树也大相径庭。例如，将埃雷特与伊戈尔·季亚科诺夫的分类图进行比较，就可清楚看出这种差异。
针对上述分类尝试，汤姆·居尔德曼提出批评。他认为，试图通过某些形态特征的有无来划分亚非语系的内部关系是不可靠的，因为无法排除目前缺乏某些形态特征的语支在历史上曾经拥有这些特征。这意味着，某些形态特征的存在本身也不能作为划分语支的依据。波伊斯特也指出，还有其他因素可能掩盖语言之间的亲缘关系，例如对特定语族的记载和理解程度不够——历史上这种情况出现在埃及语，现在则更多体现在奥摩语上。吉恩·格拉格同样认为，对于奥摩语的研究仍远远不够，而亚非语系的语言学家至今仍未找到足够令人信服的同源特征（同言线）来作为确立亲缘关系的基础。
为避免在分类过程中陷入“哪些特征是原始的、哪些是继承的”这一难题，一种常用的方法是采用计算方法，例如词汇统计学方法。这类方法的早期尝试之一是弗莱明在1983年的研究，之后亚历山大·米利塔列夫和谢尔盖·斯塔罗斯金也采用这一方法构建了亚非语系的谱系树。弗莱明在2006年再次使用这一方法，但得出的结果与米利塔列夫和斯塔罗斯金的版本不同。赫齐卡亚·巴科夫钦和大卫·威尔逊批评这种方法本质上不适合用来判断语言间的亲缘关系。他们指出，这种方法甚至无法识别出亚非语系中一些研究充分的分支之间所存在的明显共性。

### 纳图夫传播向量假说
有人提出，如果最早讲亚非语的人群确实起源于埃及南部、中苏丹和/或埃塞俄比亚，那么他们可能沿尼罗河向北迁徙，与居住在黎凡特和西奈半岛部分地区的纳图夫人发生了融合。这一过程促成了亚非语系从非洲本土向外扩散，进入黎凡特、中东和阿拉伯半岛，并由此形成了一个更高层级的分支，为库希特语和闪米特语的共同祖先奠定了基础。随着这些人群继续沿红海沿岸“下倾”进入阿拉伯半岛，一部分人又渡海返回非洲，进入今吉布提、埃塞俄比亚以及整个非洲之角，形成了另一条扩散路径，也就是库希特语族。这一过程有助于解释为何非洲大陆上的其他语支与库希特语之间在语言上似乎存在较大的差异，而库希特语却与闪米特语有更多的相似之处——如果库希特语的原始使用者是直接由中东部非洲的亚非语人群发展而来，或是从埃及反向迁徙而来，这种情况就难以解释了。
回到红海的另一边，最初讲亚非语的人群经历了下一次重大的分化：一部分人向西迁徙，进入撒哈拉地区（可能是在其“绿色时期”），由此产生了一个可能的“柏柏尔-乍得语派”。这个语支再次发生了二重分化，一部分由原始使用者延续，另一部分则与肤色较深的撒哈拉以南人群融合。而留在非洲东北部的人们所说的语言，则随着时间推移逐渐演变为古埃及语。
奥摩语可能最初确实如早期观点所说，是分离的“南库希特”分支，但根据上述假设以及与其他语支之间明显的方言断裂，奥摩语或许源于一支沿青尼罗河逆流迁徙、返回埃塞俄比亚的人群，这一迁徙可能发生在柏柏尔-乍得语派分化的前后。因此，有可能形成了两条语支路径：一是“奥摩-埃及语派”与“柏柏尔-乍得语派”，另一种可能是“奥摩语族”与“柏柏尔-乍得-埃及语派”。

### 官方地位
| 语言       | 所属语族   | 官方语言状态（按国家划分） |
| ---------- | ---------- | --- |
| 柏柏尔语   | 柏柏尔语族 | 阿尔及利亚、 摩洛哥 |
| 豪萨语     | 乍得语族   | 尼日尔、 奈及利亞（民族语言） |
| 阿法尔语   | 库希特语族 | 衣索比亞、 （民族语言） |
| 奥罗莫语   | 库希特语族 | 衣索比亞 |
| 索马里语   | 库希特语族 | 、 衣索比亞、 （民族语言） |
| 阿姆哈拉语 | 闪米特语族 | 衣索比亞 |
| 阿拉伯语   | 闪米特语族 | 阿尔及利亚、 巴林、 埃及、 伊拉克、 约旦、 科威特、 黎巴嫩、 利比亞、 毛里塔尼亚、 摩洛哥、 阿曼、 巴勒斯坦、 沙烏地阿拉伯、 苏丹、 叙利亚、 突尼西亞、 阿联酋、 葉門、 以色列（特殊地位） |
| 希伯来语   | 闪米特语族 | 以色列 |
| 马耳他语   | 闪米特语族 | 馬爾他 |
| 提格雷语   | 闪米特语族 | 衣索比亞、 （民族语言） |

## 參看
- 閃姆
- 含姆
- 閃米特人
- 含米特人種

## 引用
1. ↑  . 20 August 2015.
2. ↑  Sands 2009，第559–580頁.
3. ↑  Hammarström, Harald; Forkel, Robert; Haspelmath, Martin; Bank, Sebastian (编). . . Jena: Max Planck Institute for the Science of Human History. 2016.
4. ↑  Katzner, Kenneth. . Routledge. 2002: 27  [20 December 2017]. ISBN 1134532881.
5. ↑  Robert Hetzron, "Afroasiatic Languages" in Bernard Comrie, The World's Major Languages, 2009, ISBN 113426156X, p. 545
6. ↑  . ethnologue.com.   [14 April 2018]. （原始内容存档于2020-06-05）.
7. ↑  . ethnologue.com.   [14 April 2018]. （原始内容存档于2016-01-01）.
8. 1 2 3 4 5  Sands 2009，第565頁.
9. ↑  . ethnologue.com.   [14 April 2018]. （原始内容存档于2016-01-05）.
10. ↑  . ethnologue.com.   [14 April 2018]. （原始内容存档于2012-10-03）.
11. ↑  Dekel, Nurit. . De Gruyter. 2014  [2018-07-26]. ISBN 978-3-11-037725-5. （原始内容存档于2019-05-13）.
12. ↑  Nordhoff, Sebastian; Hammarström, Harald; Forkel, Robert; Haspelmath, Martin, eds. (2013). "Northeastern Neo-Aramaic". Glottolog 2.2. Leipzig: Max Planck Institute for Evolutionary Anthropology.
13. ↑  Beyer, Klaus; John F. Healey (trans.) (1986). The Aramaic Language: its distribution and subdivisions. Göttingen: Vandenhoeck und Ruprecht. p. 44. ISBN 3-525-53573-2.
14. ↑  . Ethnologue.   [18 October 2017]. （原始内容存档于2019-06-06）.
15. 1 2 3  Blench 2006，第144頁.
16. ↑  Nichols 2003，第300頁.
17. 1 2 3  Meyer & Wolff 2019，第252頁.
18. ↑  Gragg 2019，第41頁.
19. ↑  Güldemann 2018，第315-316頁.
20. 1 2 3  Frajzyngier & Shay 2012，第3頁.
21. 1 2  Zaborski 2011.
22. ↑  Hetzron 2009，第454頁.
23. 1 2 3 4  Porkhomovsky 2020，第270頁.
24. ↑  Lipiński 2001，第21–22頁.
25. ↑  Meyer & Wolff 2019，第250頁.
26. ↑  Porkhomovsky 2020，第269–270頁.
27. 1 2  Porkhomovsky 2020，第269頁.
28. ↑  Solleveld 2020，第204頁.
29. ↑  Huehnergard 2004，第138頁.
30. ↑  Frajzyngier & Shay 2012，第5頁.
31. ↑  Dimmendaal 2008，第840頁.
32. 1 2  Hetzron 2009，第545頁.
33. 1 2  Almansa-Villatoro & Štubňová Nigrelli 2023，第4頁.
34. ↑  Huehnergard 2004，第138-139頁.
35. 1 2  Frajzyngier & Shay 2012，第1頁.
36. 1 2  Almansa-Villatoro & Štubňová Nigrelli 2023，第3頁.
37. ↑  Eberhard, Simons & Fennig 2021，Summary by language family.
38. ↑  Gragg 2019，第23–24頁.
39. ↑  Meyer & Wolff 2019，第252-253頁.
40. ↑  Güldemann 2018，第324頁.
41. ↑  Lipiński 2001，第34頁.
42. ↑  Meyer & Wolff 2019，第253頁.
43. 1 2 3  Gragg 2019，第24頁.
44. 1 2  Güldemann 2018，第325頁.
45. ↑  Lipiński 2001，第37頁.
46. 1 2 3  Meyer & Wolff 2019，第254頁.
47. ↑  Gragg 2019，第29頁.
48. 1 2 3  Gragg 2019，第27頁.
49. ↑  Lipiński 2001，第39頁.
50. ↑  Güldemann 2018，第342–343頁.
51. 1 2 3 4 5  Meyer & Wolff 2019，第259頁.
52. 1 2 3 4  Appleyard 2012，第39頁.
53. ↑  Gragg 2019，第25–26頁.
54. ↑  Lipiński 2001，第30頁.
55. ↑  Allen 2013，第2頁.
56. ↑  Allen 2013，第4–5頁.
57. ↑  Allen 2013，第4頁.
58. ↑  Güldemann 2018，第322頁.
59. ↑  Frajzyngier & Shay 2012，第6頁.
60. ↑  Meyer & Wolff 2019，第261頁.
61. 1 2  Huehnergard 2004，第139頁.
62. ↑  Gragg 2019，第26頁.
63. 1 2 3  Meyer & Wolff 2019，第262頁.
64. 1 2  Lipiński 2001，第24頁.
65. ↑  Meyer & Wolff 2019，第249頁.
66. ↑  Hayward 2000，第78–80頁.
67. ↑  Fleming 2006.
68. ↑  Güldemann 2018，第342頁.
69. ↑  Huehnergard 2004，第140頁.
70. ↑  Güldemann 2018，第327頁.
71. 1 2  Meyer & Wolff 2019，第251頁.
72. ↑  Güldemann 2018，第282頁.
73. ↑  Meyer & Wolff 2019，第258頁.
74. ↑  Peust 2012，第231頁.
75. ↑  Blench 2008.
76. ↑  Frajzyngier 2018.
77. ↑  Peust 2012，第225-227頁.
78. 1 2 3  Gragg 2019，第43頁.
79. ↑  Blench 2006，第145頁.
80. 1 2  Sanker 2023，第29頁.
81. ↑  Güldemann 2018，第312–313頁.
82. 1 2  Bacovcin & Wilson 2018，第422頁.
83. 1 2  Güldemann 2018，第310頁.
84. 1 2  Peust 2012，第227頁.
85. 1 2  Militarev 2005，第398–399頁.
86. 1 2  Blažek 2013，第1頁.
87. ↑  Bacovcin & Wilson 2018，第427頁.
88. ↑  . Ventures Africa. Ventures. 4 March 2020  [2 February 2021].
89. ↑  . Nazret.   [2 February 2021]. （原始内容存档于17 August 2021）.
90. ↑  Shaban, Abdurahman. . Africa News.   [10 February 2021]. （原始内容存档于15 December 2020）.